# Florence Barker (actrice)
Pour les articles homonymes, voir Florence Barker et Barker.
Florence Barker est une actrice américaine du cinéma muet, née à Los Angeles (Californie) le 22 novembre 1891, morte au même lieu d'une pneumonie, le 15 février 1913 à l'âge de 21 ans. 
De 1908 à 1912, elle apparaît dans plus d'une soixantaine de films.

## Filmographie partielle
- 1908 : An Awful Moment, de D. W. Griffith
- 1909 : The Salvation Army Lass, de D. W. Griffith
- 1909 : The Girls and Daddy, de D. W. Griffith
- 1910 : The Kid, de Frank Powell : Doris Marshall
- 1910 : The Passing of a Grouch, de Frank Powell
- 1911 : Priscilla's April Fool Joke, de Frank Powell
- 1911 : Priscilla and the Umbrella, de Frank Powell
- 1911 : Little Emily, de Frank Powell
- 1912 : Dora, de Frank Powell : Dora
- 1912 : A Voice from the Deep, de Mack Sennett